# Wolfgang Schöne (Sänger)
Wolfgang Schöne  (* 9. Februar 1940 in Bad Gandersheim) ist ein deutscher Opernsänger in der Stimmlage Bassbariton.

## Leben
Schöne arbeitete zunächst als Volksschullehrer. Ab 1964 studierte er an der Musikhochschule Hannover Gesang bei dem Opernsänger und Gesangslehrer Naan Pöld. 1968 wechselte Schöne zur weiteren Ausbildung an die Hamburger Musikhochschule, wo Pöld inzwischen Professor geworden war. 1969 legte Schöne sein Diplom als Konzertsänger und Musikpädagoge ab.
Sein Debüt als Opernsänger erfolgte 1970 bei den Eutiner Festspielen mit der Rolle des Ottokar in der Oper Der Freischütz von Carl Maria von Weber. Es folgten erste Gastengagements am Stadttheater Lübeck, wo er ebenfalls 1970 den Conte Almaviva in Le nozze di Figaro sang, und am Opernhaus Wuppertal, wo der die Partie des Wolfram von Eschenbach in Tannhäuser von Richard Wagner übernahm.
1973 wurde Schöne nach einem erfolgreichen Gastspiel als Guglielmo in Wolfgang Amadeus Mozarts Oper Così fan tutte an das Staatstheater Stuttgart engagiert, dem er bis 2005 als festes Ensemblemitglied angehörte. Seither ist Schöne mit einem Gastvertrag weiterhin an die Staatsoper Stuttgart gebunden. 1978 wurde Schöne zum Kammersänger ernannt. Seit 2006 ist er Ehrenmitglied der Staatsoper Stuttgart. Von 1974 bis 1993 sang Schöne auch regelmäßig an der Wiener Staatsoper. Er sang dort insgesamt 11 verschiedene Partien, unter anderem den Wolfram von Eschenbach, den Conte Almaviva, den Silvio in Der Bajazzo, den Mandryka in Arabella von Richard Strauss und die Titelrolle in Eugen Onegin von Peter Tschaikowski.
Schöne trat auch regelmäßig immer wieder bei den Salzburger Festspielen auf. Dort sang er 1985–1987 und 1990 den Conte Almaviva in Le Nozze di Figaro, 1988 in einer konzertanten Aufführung der Oper Der Prozess von Gottfried von Einem und 1988–1989 den Alidoro in La Cenerentola von Gioacchino Rossini. Mit großem Erfolg verkörperte er 2002 in Salzburg in einer Inszenierung von Christine Mielitz die Rolle des Gyges in der Oper Der König Kandaules von Alexander Zemlinsky unter der musikalischen Leitung von Kent Nagano. 2005 übernahm er in Salzburg dann die Rolle des Podestà Ludovico Nardi in Die Gezeichneten von Franz Schreker in einer Inszenierung von Nikolaus Lehnhoff. Ein Aufführungsmitschnitt wurde später auch auf DVD veröffentlicht.
An der Semperoper in Dresden gastierte Schöne unter anderem 1999 als Barak in Die Frau ohne Schatten von Richard Strauss und 2000 in der Titelrolle von Richard Wagners Der Fliegende Holländer. 2002 erfolgte an der Hamburger Staatsoper sein Rollendebüt als Hans Sachs in Richard Wagners Die Meistersinger von Nürnberg in einer Inszenierung von Peter Konwitschny und unter der musikalischen Leitung von Ingo Metzmacher. In der Spielzeit 2002/03 sang er den Moses in einer Neuinszenierung der Oper Moses und Aron von Arnold Schönberg an der Staatsoper Stuttgart unter der Musikalischen Leitung von Lothar Zagrosek und in der Regie von Jossi Wieler/Sergio Morabito.
2008 gab Schöne an der Staatsoper Stuttgart sein Rollendebüt als Scarpia in der Oper Tosca von Giacomo Puccini. 2009 beeindruckte Schöne an der Dresdner Semperoper durch seine „subtile Gestaltungs- und Sangeskraft“ als „Der alte Mann“ in der Oper L’Upupa und der Triumph der Sohnesliebe von Hans Werner Henze.
Schöne wirkte in mehreren Opern-Uraufführungen mit, unter anderem 1976 an der Bayerischen Staatsoper in München in Die Versuchung von Josef Tal, 1980 in Stuttgart in Hamlet von Hermann Reutter, 1983 bei den Schwetzinger Festspielen in der Rolle des Tom in Hans Werner Henzes Oper Die englische Katze und 1992 an der Deutschen Oper in Berlin als Josef K. in Das Schloss von Aribert Reimann.
Schöne hatte umfangreiche Gastverträge im In- und Ausland. Auslandsgastspiele führten ihn unter anderem zum Maggio Musicale nach Florenz, zu den Festspielen von Glyndebourne (1996 als Dr. Schön), an das Teatro La Fenice in Venedig (2003/2004 als Amfortas), an das Gran Teatre del Liceu in Barcelona (2000 als Barak), und an die Opéra Bastille (1991 als Sprecher, 1998 als Dr. Schön).

## Repertoire
Schöne sang zu Beginn seiner Karriere zunächst das lyrische Bariton-Fach in den Opern von Wolfgang Amadeus Mozart (Conte Almaviva, Guglielmo, Don Giovanni) und Richard Wagner (Wolfram, Heerrufer) sowie das lyrische italienische Opern-Fach. In späteren Jahren kamen große Charakterpartien wie Musiklehrer in Ariadne auf Naxos, Vater in Hänsel und Gretel, Doktor Schön in Lulu und zahlreiche Rollen in Opernwerken von Hans Werner Henze hinzu. Schließlich übernahm Wolfgang Schöne auch die großen Partien für Heldenbariton, wie beispielsweise Holländer, Hans Sachs, Kurwenal in Tristan und Isolde, Wanderer/(Wotan) in Siegfried und Amfortas in Parsifal.
Neben seiner Tätigkeit als Opernsänger war Schöne auch intensiv als Konzertsänger tätig. Er sang Kantaten, Messen und die großen geistlichen Werke von Johann Sebastian Bach, wie das Weihnachtsoratorium, die Matthäus-Passion und die Johannes-Passion. Außerdem interpretierte er mehrfach Werke von Heinrich Schütz und Felix Mendelssohn Bartholdy.
Schöne galt insbesondere auch als Spezialist für Werke der Spätromantik und für Komponisten wie Gustav Mahler, Erich Wolfgang Korngold und Franz Schreker.